# George Chakiris
George Chakiris (ur. 16 września 1932 w Norwood) – amerykański aktor i tancerz, laureat Oscara i Złotego Globu dla najlepszego aktora drugoplanowego za rolę drugoplanową w filmie West Side Story.

## Filmografia
- 1947: Miłosna piosenka (Song of Love) jako chórzysta
- 1953: Mężczyźni wolą blondynki[3] jako tancerz
- 1954: Nie ma jak show  (There’s No Business Like Show Business)
- 1956: Spotkajmy się w Las Vegas  (Meet Me in Las Vegas)
- 1961: West Side Story jako Bernardo
- 1963: Królowie słońca (Kings of the Sun) jako Balam
- 1963: Jego dziewczyna  (Ragazza di Bube, La) jako Bebo
- 1964: Eskadra 633  (633 Squadron) jako Porucznik Erik Bergman
- 1966: Czy Paryż płonie? (Paris brule-t-il) jako czołgista z USA
- 1967: Panienki z Rochefort [4] jako Etienne
- 1969: Sześcian  (Big Cube, The) jako Johnny
- 1978: Return to Fantasy Island
- 1979: Why Not Stay for Breakfast? jako George Clark
- 1990: Blada krew  (Pale Blood) jako Michael Fury